# Nombre de Reech
El nombre de Reech {\displaystyle (Re)} és un nombre adimensional utilitzat en la mecànica de fluids. S'utilitza per caracteritzar la relació entre les forces gravitacionals i les forces inercials. Aquest nombre s'utilitza particularment en el camp de l'arquitectura naval.
Aquest nombre rep el nom de Frédéric Reech, un matemàtic i físic francès.
Es defineix de la manera següent:
{\displaystyle Re={\frac {gL_{c}}{v^{2}}}}
amb :
- {\displaystyle g} = acceleració de la gravetat.
- {\displaystyle L_{c}} = longitud característica.
- {\displaystyle v} = velocitat.

Es pot expressar com l'invers del nombre de Froude {\displaystyle (Fr)}:
{\displaystyle Re={\frac {1}{Fr}}}.